# Judd Apatow

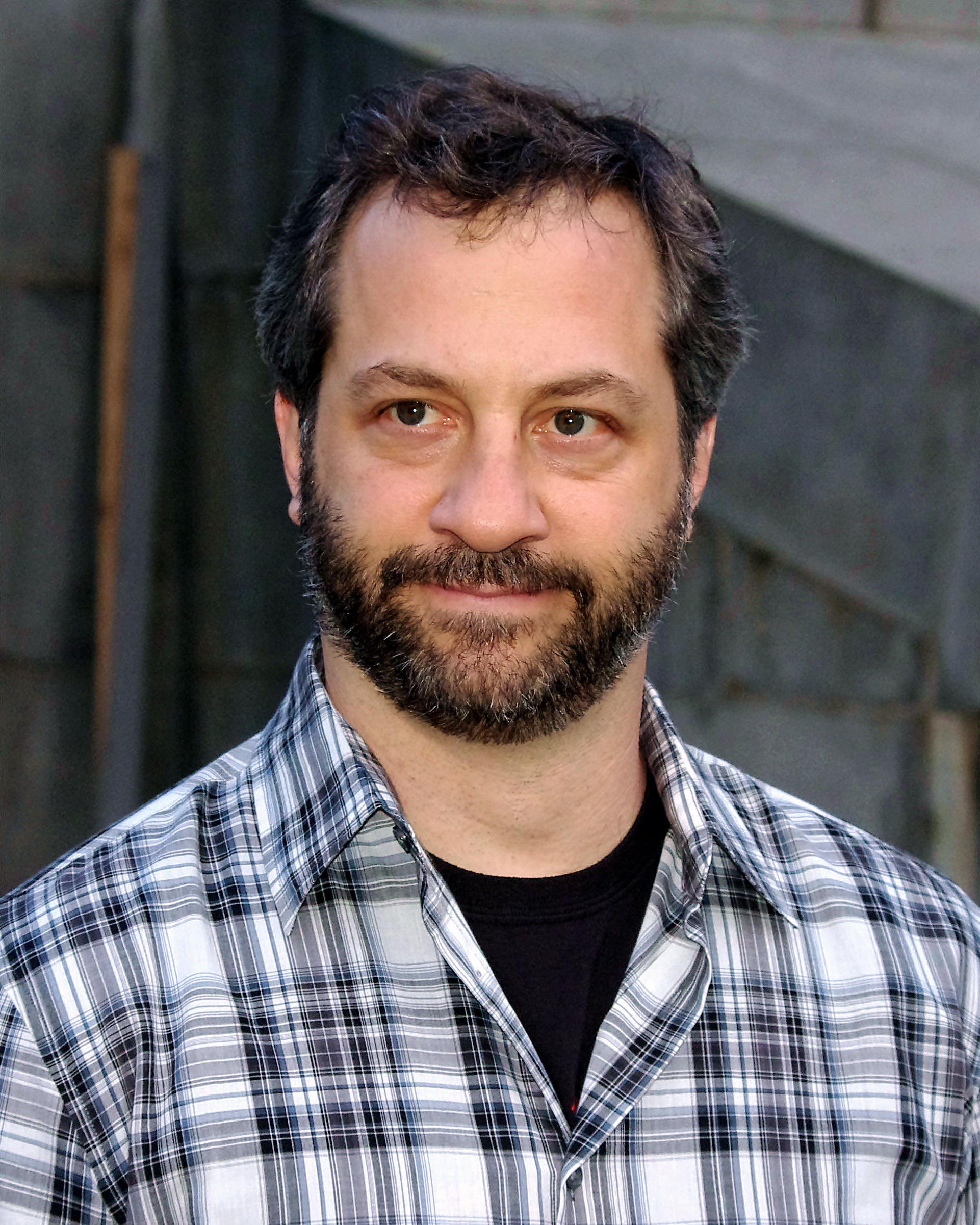
Judd Apatow (2012)

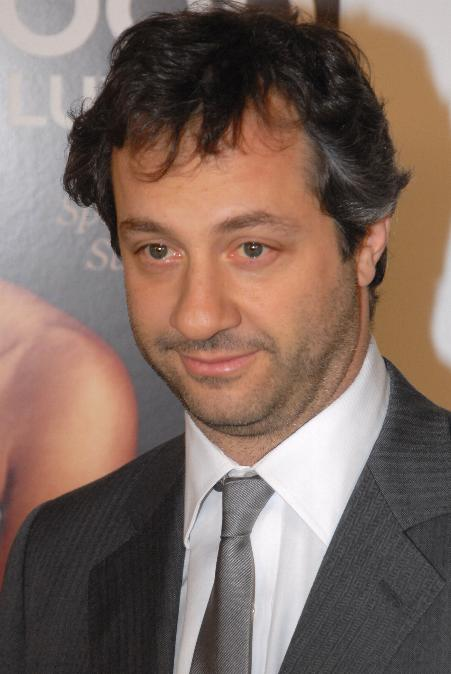
Judd Apatow (2007)

Judd Apatow (/'æpətaʊ/; * 6. Dezember 1967 in Syosset, Long Island, New York) ist ein US-amerikanischer Filmregisseur, Drehbuchautor und Filmproduzent, der seit 2004 mit Filmkomödien kommerziell sehr erfolgreich ist.

## Leben
Judd Apatow wurde am 6. Dezember 1967 in Syosset, New York geboren. Schon in seiner Teenagerzeit war er an Stand-up-Comedians und Filmkomödien interessiert, weswegen er in der High School auf seinem Campus eine Radioshow startete, die ihm die Möglichkeit gab, Comedians wie Jay Leno, Jerry Seinfeld oder Garry Shandling zu interviewen.
1984 zog Apatow im Alter von 17 Jahren nach Los Angeles, wo er ein Drehbuchstudium der University of Southern California aufnahm. Nach zwei Jahren verließ er die Universität und betätigte sich zunächst als Stand-up-Komiker. Da er damit nicht erfolgreich war, betätigte er sich als Gagschreiber.
In den folgenden Jahren arbeitete er vorwiegend als Produzent und Autor von Comedyserien wie The Ben Stiller Show oder Die Larry Sanders Show. 1999 schuf er mit Voll daneben, voll im Leben seine erste eigene Fernsehserie, an der er als Produzent, Autor und Regisseur beteiligt war. Auch arbeitete er dort zum ersten Mal mit den Schauspielern James Franco und Seth Rogen zusammen. An der Produktion war seine, im selben Jahr gegründete, Filmproduktionsgesellschaft Apatow Productions ebenfalls beteiligt.
Voll daneben, voll im Leben wurde aufgrund schlechter Quoten nach 18 Folgen abgesetzt, ein Schicksal, das seine nächste Serie American Campus – Reif für die Uni? teilte. 2004 produzierte er mit Anchorman – Die Legende von Ron Burgundy eine der finanziell erfolgreichsten Filmkomödien des Jahres.
2005 kam sein Regiedebüt Jungfrau (40), männlich, sucht in die Kinos. Die Komödie mit Steve Carell spielte weltweit 177 Millionen US-Dollar ein und sicherte damit die Finanzierung seines nächsten Films, der Schwangerschafts-Komödie Beim ersten Mal, die weltweit 219 Millionen US-Dollar einspielte. Beide Filme waren nicht nur finanziell erfolgreich, sondern wurden auch von Kritikern gelobt, so wurde Jungfrau (40), männlich, sucht von der New York Times als „instant classic“ bezeichnet.
Apatow arbeitet häufig mit einer Gruppe von Schauspielern, Autoren und Regisseuren zusammen. Er fungiert als Mentor junger Talente und förderte dabei unter anderem die Karrieren der Autoren Jason Segel und Evan Goldberg, der Regisseure Jake Kasdan und Greg Mottola und der Schauspieler Steve Carell, Seth Rogen, Leslie Mann, Paul Rudd und Jonah Hill. Das Magazin Entertainment Weekly bezeichnete die Gruppe als Apatow Gang in ihrer Liste der 25 Top Stars von 2007.
Apatows Komödien wurden wegen ihrer Darstellung von Homosexuellen und Frauen von verschiedenen Seiten kritisiert. So äußerte sich Apatows langjähriger Mitarbeiter, der Drehbuchautor Mike White, enttäuscht über Beim ersten Mal: „At some point it starts feeling like comedy of the bullies, rather than the bullied.“ In einem Interview mit der Zeitschrift Vanity Fair kritisierte die Hauptdarstellerin von Beim ersten Mal, Katherine Heigl, den Film als „etwas sexistisch“: Er „zeichne Frauen als Xanthippen (shrews), als humorlos und verklemmt, während die Männer als liebenswürdige, alberne und lebenslustige Typen dargestellt“ würden.
Judd Apatow heiratete am 9. Juni 1997 die Schauspielerin Leslie Mann, mit der er zwei Töchter hat: Maude (* 1997) und Iris (* 2002), die in seinen Produktionen als Schauspielerinnen mitwirken.

## Filmografie (Auswahl)

### Regisseur
- 1998: Die Larry Sanders Show (Fernsehserie, Episode 6x10)
- 1999–2000: Voll daneben, voll im Leben (Freaks and Geeks, Fernsehserie, 3 Episoden)
- 2001–2002: American Campus – Reif für die Uni? (Undeclared, Fernsehserie, 2 Episoden)
- 2005: Jungfrau (40), männlich, sucht … (The 40 Year Old Virgin)
- 2007: Beim ersten Mal (Knocked Up)
- 2009: Wie das Leben so spielt (Funny People)
- 2012: Immer Ärger mit 40 (This is 40)
- 2015: Dating Queen (Trainwreck)
- 2017: Crashing (Fernsehserie, 2 Episoden)
- 2018: Love  (Fernsehserie, Episode 3x03)
- 2018: The Zen Diaries of Garry Shandling
- 2020: The King of Staten Island
- 2022: The Bubble

### Drehbuchautor
- 1995: Pfundskerle (Heavy Weights)
- 1996: Das große Basketball-Kidnapping (Celtic Pride)
- 1999–2000: Voll daneben, voll im Leben (Freaks and Geeks)
- 2001: North Hollywood
- 2002: American Campus – Reif für die Uni? (Undeclared)
- 2003: Life on Parole
- 2003: Sick in the Head
- 2005: Jungfrau (40), männlich, sucht … (The 40 Year Old Virgin)
- 2005: Dick und Jane (Fun with Dick and Jane)
- 2007: Beim ersten Mal (Knocked Up)
- 2007: Walk Hard: Die Dewey Cox Story (Walk Hard: The Dewey Cox Story)
- 2008: Leg dich nicht mit Zohan an (You Don’t Mess With The Zohan)
- 2009: Wie das Leben so spielt (Funny People)
- 2012: Immer Ärger mit 40 (This is 40)
- 2012–2017: Girls (Fernsehserie)
- 2016–2018: Love (Fernsehserie, Schöpfer)
- 2020: The King of Staten Island
- 2022: The Bubble

### Produzent
- 1996: Cable Guy – Die Nervensäge (The Cable Guy)
- 2004: Anchorman – Die Legende von Ron Burgundy (Anchorman: The Legend of Ron Burgundy)
- 2005: Jungfrau (40), männlich, sucht … (The 40 Year Old Virgin)
- 2006: Ricky Bobby – König der Rennfahrer (Talladega Nights: The Ballad of Ricky Bobby)
- 2007: Beim ersten Mal (Knocked Up)
- 2007: Superbad
- 2007: Walk Hard: Die Dewey Cox Story (Walk Hard: The Dewey Cox Story)
- 2008: Nie wieder Sex mit der Ex (Forgetting Sarah Marshall)
- 2008: Drillbit Taylor – Ein Mann für alle Unfälle (Drillbit Taylor)
- 2008: Stiefbrüder (Step Brothers)
- 2008: Ananas Express (Pineapple Express)
- 2009: Year One – Aller Anfang ist schwer (Year One)
- 2009: Wie das Leben so spielt (Funny People)
- 2010: Männertrip (Get him to the Greek)
- 2011: Brautalarm (Bridesmaids)
- 2012: Wanderlust – Der Trip ihres Lebens (Wanderlust)
- 2012: Fast verheiratet (The Five-Year Engagement)
- 2012: Immer Ärger mit 40 (This is 40)
- 2012–2017: Girls (Fernsehserie)
- 2013: Can a Song Save Your Life? (Begin Again)
- 2013: Anchorman – Die Legende kehrt zurück (Anchorman 2: The Legend Continues)
- 2015: Dating Queen (Trainwreck)
- 2016: Popstar: Never Stop Never Stopping
- 2017: The Big Sick
- 2018: Juliet, Naked
- 2020: The King of Staten Island
- 2022: The Bubble
- 2022: Bros

### Schauspieler
- 2004: Wake Up, Ron Burgundy: The Lost Movie (Cameo-Auftritt)
- 2017: The Disaster Artist